# Filmtheater de Uitkijk
Filmtheater De Uitkijk (onderdeel van Cineville) is een Nederlandse bioscoop gevestigd aan de Prinsengracht in Amsterdam.

## Geschiedenis
De Uitkijk werd in 1929 geopend door de Maatschappij voor Cinegrafie NV die daarmee de eerste bioscoop met een zeer aparte programmering in Nederland creëerde. In 1929 zag Mannus Franken (een van de oprichters van de Filmliga) aan de gevel van de toenmalige City Bioscope aan de Prinsengracht een bordje hangen waarmee het pand te huur werd aangeboden. De City Bioscope was daar al zestien jaar gevestigd. Omdat het commerciële succes uitbleef en er een arbeidsconflict ontstond, ging men het filmtheater in 1929 sluiten.
De Nederlandsche Filmliga die in 1927 was opgericht, was vanaf 1929 sterk verbonden met De Uitkijk. Doel van de Filmliga was het publiek kennis te laten maken met de avant-garde films van die tijd, films die men in de reguliere bioscopen niet te zien kreeg. De Filmliga beloofde tegenwicht te bieden tegen deze theaters.
Eerst probeerde men het in de bioscoop Centraal aan de Amstelstraat, maar na twee jaar zag men als Maatschappij voor Cinegrafie de mogelijkheid de speciale films in De Uitkijk te gaan draaien. Nadat het pand gehuurd was werden tijdens de opening op 9 november 1929 vier films vertoond: Heien van Joris Ivens, Regen en Jardin du Luxembourg van Joris Ivens en Mannus Franken en als hoofdfilm La Passion de Jeanne d'Arc van Thedoor Dreyer.
Na twee jaar werd de samenwerking tussen de Filmliga en De Uitkijk weer verbroken. De Uitkijk bleef echter onder leiding van directeur Ed Pelster wel bestaan als een filmtheater waar toch nog altijd speciale films zouden worden vertoond.
In 1933 vond onder leiding van architectenbureau Merkelbach en Karsten een verbouwing plaats: nieuwe stoelen, een nieuwe vloerbedekking en een decoratief witte vleugelpiano waren de meest in het oog lopende veranderingen.
Na 1945 vond het Uitkijk-concept navolging in zowel Amsterdam als daarbuiten. De Maatschappij voor Cinegrafie breidde uit met het Leidsepleintheater in Amsterdam en Studio 2000 in Den Haag. De hervertoningen van de Die Dreigroschenoper van G.W. Pabst, maar ook de Roversymfonie van Friedich Feher beleefden veel succes. Ook Franse en Italiaanse artfilms werden regelmatig geprogrammeerd. In mei 1959 werd Die Dreigroschenoper voor de duizendste keer vertoond. Bij die voorstelling was de toegangsprijs drie stuivers voor alle rangen, en de portier van De Uitkijk, J.F.A. Termeulen, stond duizend keer aan de deur om het publiek binnen te laten.
Later kwam de Maatschappij voor Cinegrafie in handen van Piet Meerburg, die ook de studentenbioscoop Kriterion (een ander avant-gardetheater in Amsterdam) exploiteerde. Door financiële problemen deed Meerburg in 1984 de bioscoop van de hand, maar zes jaar later kocht hij hem weer terug, samen met zijn zoon Krijn, die ook een eigen filmdistributiemaatschappij bezat. Sinds 2004 heeft hij het theater weer voor zichzelf.
35 jaar was de leiding van het theater in handen van Wim Hulshoff Pol, die met zijn deskundige keuze van de te vertonen films en de samenstelling van de programmafolders veel heeft bijgedragen aan het succes. De bedrijfsleidster Jo Nöggerath was net zo verknocht aan De Uitkijk en nam pas na 24 jaar afscheid van haar betrekking en ook de portier Frits Termeulen was jarenlang sinds 1932 de man die de bezoekers het eerst bij de ingang zagen. In 1958 stond hij als tachtigjarige nog aan de ingang.
Het had weinig gescheeld dat tijdens de terugloop van het bezoek in de zeventiger jaren de bioscoop hetzelfde lot had ondervonden zoals veel andere bioscopen in die tijd en in een keukencentrum of Zeeman-filiaal was veranderd. Maar door de opleving van filmclubs en liga's floreert het theater weer als vanouds.
Ook is sinds 1 juli 2007 de exploitatie van De Uitkijk weer in handen van diezelfde Maatschappij voor Cinegrafie, die inmiddels wel van een NV een BV is geworden. De BV is nu eigendom van Piet Meerburgs zoon, Krijn Meerburg. In 2007 werd Filmtheater De Uitkijk gerenoveerd. Inmiddels is ook de Stichting Vrienden van de Uitkijk opgericht.
De in de loop der tijd opgebouwde filmcollectie van De Uitkijk met meesterwerken van Renee Clair, Walter Ruttman, Louis Bunuel en Carl Dreyer is in 1952 overgedragen aan het Filmmuseum in Amsterdam.